# リヒャルト・フルーリー
リヒャルト・フルーリー（Richard Flury、1896年3月26日 - 1967年12月23日）は、スイスの作曲家。
ゾロトゥルン州ビベリスト出身。ベルン大学、バーゼル大学、ジュネーヴ大学で音楽学、美術史、哲学を学んだ。また同時にハンス・フーバーから作曲のレッスンを受けた。大学卒業後、ウィーンでヨーゼフ・マルクスに作曲を、バーゼルでフェリックス・ワインガルトナーに指揮を学んだ。
1919年から1937年までゾロトゥルン市の音楽学校で、1930年から1961年まで州立学校で、ヴァイオリンの教師を務めた。また1919年から1949年までゾロトゥルン市管弦楽団の指揮者を務め、その他にもチューリッヒやベルンのオーケストラや合唱団で指揮をした。さらにベルンやルガーノのラジオ局で自作の演奏を行った。
作風は新ロマン主義音楽にもとづいているが、ときおり印象主義音楽の響きも見出すことができる。作品には4つのオペラ、2つのバレエ、8つのミサ曲、4つのカンタータ、7つの交響曲、4つの序曲、4つのヴァイオリン協奏曲、2つのピアノ協奏曲、室内楽曲などがある。

## 文献
- Jürg Schläpfer: Richard Flury (1896-1967). Werkverzeichnis. Zentralbibliothek Solothurn, Solothurn 1994. (Veröffentlichungen der Zentralbibliothek Solothurn ; 21)